# Маневич, Аркадий Исаакович
Аркадий Исаакович Маневич (2 января 1940, Могилёв, Белорусская ССР — 8 февраля 2021) — советский и украинский механик, доктор технических наук, профессор.

## Биография
Родился 2 января 1940 года в Могилёве в семье служащих. Брат физика, доктора технических наук Л. И. Маневича. Среднее и высшее образование получил в Днепропетровске.
Окончил в 1962 году с отличием механико-математический факультет Днепропетровского госуниверситета по специальности «механика». Работал старшим инженером в конструкторском бюро Рыбинского авиамоторного завода (1962—1966), старшим инженером — руководителем группы в Днепропетровском Отделении Института механики АН УССР (1966—1974).
Защитил в 1967 году кандидатскую диссертацию по устойчивости цилиндрических оболочек, подкреплённых кольцевыми рёбрами.
Работал в 1974—1990 годах в Днепропетровском химико-технологическом институте доцентом и профессором кафедры высшей математики.
Докторскую диссертацию по механике деформируемого твёрдого тела, посвящённую нелинейной теории связанной потери устойчивости подкреплённых тонкостенных конструкций, защитил в Ленинградском Политехническом институте в 1989 году. Профессор — с 1991 года.
С 2001 по 2015 год работал в Днепропетровском национальном университете профессором кафедры вычислительной механики и прочности конструкций, с 2015 по 2020 год — профессором кафедры теоретической и прикладной механики.

## Научная деятельность
Научная деятельность А. И. Маневича связана с механикой твёрдых и деформируемых тел и с вычислительной математикой. Её результаты представлены в более чем 250 научных работах.
Он предложил и обосновал новую методологию механики, исходящую из реальности сил инерции и преодолевшую непоследовательность и противоречия классической методологии.
Разработал и экспериментально обосновал нелинейную теорию связанной потери устойчивости подкреплённых тонкостенных конструкций (тонкостенных рёбер, подкреплённых пластин и оболочек).
Разработал эффективные численные методы безусловной минимизации функций («метод сопряжённых направлений с ортогонализацией») и задачи нелинейного программирования («линеаризованный метод приведенного градиента»).
Заметный вклад внёс А. И. Маневич в динамику нелинейных систем с внутренними резонансами, в исследования нелинейного взаимодействия вращения и колебаний в механических системах с инерциальным возбуждением, в неклассические теории балок и пластин, в теорию оптимального проектирования тонкостенных конструкций.

## Некоторые работы
Книги
- Manevich A.I., Manevich L.I. The Mechanics of Nonlinear Systems with Internal Resonances. Imperial College Press, England, 2005, 260 p.
- Маневич А. И. Устойчивость и оптимальное проектирование подкреплённых оболочек. Киев-Донецк, Вища школа, 1979,152 p.

Статьи
- Arkadiy I Manevich. Stability of synchronous regimes in unbalanced rotors on elastic base. Proceedings of the Institution of Mechanical Engineers. Part C. J. of Mechanical Engineering Science. 2020, p. 1-14.[2]
- Arkadiy I. Manevich. An Oscillator-Rotator System: Vibrational Maintenance of Rotation, Stationary Synchronous Regimes, Stability, Vibration Mitigation. J. of Sound and Vibration, v. 437, N 22, December 2018, c. 223—241.[3]
- A. I. Manevich. Dynamics of Timoshenko beam on linear and nonlinear foundation: phase relations, significance of the second spectrum, stability. J. Sound and Vibration, N 344, 2015, p. 209—220.
- A. I. Manevich, Z. Kolakowsky Free and forced oscillations of Timoshenko made of viscoelastic material. J. of Theoretical and Applied Mechanics, 49, 1, Warsaw 2011, pp. 3–16.
- Manevich A.I., Boudinov E. A. An efficient conjugate direction method with orthogonalization for large-scale quadratic optimization problems. Optimization Methods and Software, Vol. 22, No. 2, 2007, pp. 309–328.
- Маневич А. И. Силы инерции и методология механики. Доповiдi Нацiональноi Академii Наук Украiни. № 12, 2001.-С. 52- 57.
- Manevich A.I. Coupled instability of cylindrical shells stiffened with thin ribs. Thin-Walled Structures. Proc. of the Third Internat. Confer., Elsevier, 2001, p. 683—691.
- Маневич А. И., Ладыгина Е. В.. Нелинейные свободные изгибные колебания цилиндрической оболочки с учётом взаимодействия сопряжённых форм. Известия РАН, Механика твёрдого тела, 1997, № 3. С. 169—175.
- Маневич А. И. Взаимодействие сопряженных форм при нелинейных свободных изгибных колебаниях кругового кольца. Прикл. математика и механика, т.58, 1994, № 6. (Engl. translation: Interaction of Coupled Modes Accompanying Non-Linear Flexural Vibrations of a Circular Ring. J. Appl. Maths Mechs (PMM USSR). Vol. 58, No.6, pp. 1061–1068, 1994. Copyright 1995 Elsevier Science Ltd.)
- Маневич А. И. Связанная потеря устойчивости сжатой подкрепленной панели. Изв. АН СССР. Механика твердого тела, 1988, № 5. (Engl. translation: Coupled Stability Loss of a Compressed Stiffened Panel. Izv. AN SSSR. Mekhanika Tverdogo Tela. Vol. 23, No. 5, pp. 152–159, 1988, Allerton Press, Inc.).
- Маневич А. И. Потеря устойчивости сжатых продольно подкрепленных цилиндрических оболочек при конечных перемещениях с учётом локального выпучивания ребер-пластин. Изв. АН СССР. Механика твердого тела, 1983, № 2. (Engl. translation: Loss of Stability of Compressed Longitudinally Stiffened Cylindrical Shells at Finite Displacements with Account of Ribs-Plates Local Buckling. Izv. AN USSR, Mekhan. Tverdogo Tela, 1983, No. 2, pp. 136–145).
- Маневич А. И., Полянчиков П. И. Одношаговый метод сопряженных направлений. Изв. АН СССР. Техническая кибернетика. 1984, № 6. (Engl. Translation: Single-Step Method of Conjugate Directions. Izv. AN USSR, Technical Kybernetics. 1984, No.6, pp. 41–47).
- Маневич А. И. К теории связанной потери устойчивости подкрепленных тонкостенных конструкций. Прикл. матем. и механика, т. 46, 1982, № 2. (Engl. translation: On the Theory of Coupled Loss of Stability in Stiffened Thin-Walled Structures. J. Applied Maths Mechs (PMM USSR), Vol. 46, No.2, pp. 261–267. Pergamon Press Ltd. 1983).
- Маневич А. И., Зайденберг А. И. Линеаризованный метод приведенного градиента для решения задач нелинейного программирования. Изв. АН СССР. Техническая кибернетика, 1974, № 6, pp. 13–18.